# 351 v.Chr.
Het jaar 351 v.Chr. is een jaartal volgens de christelijke jaartelling.

## Gebeurtenissen

### Perzië
- Koning Artaxerxes III valt met het Perzische leger Egypte binnen.
- De Fenicische havenstad Sidon en Cyprus komen in opstand tegen de Perzen.
- Euagoras II van Salamis wordt afgezet door Pnythagoras.
- Pnythagoras wordt de nieuwe Perzische satraap van Carië.
- Bouw van het Mausoleum van Halicarnassus, voor de overleden satraap van Carië. Het zal gelden als een der Zeven wereldwonderen van de antieke wereld.

### Italië
- In Rome worden Romeinse plebejers voor het eerst benoemd tot het ambt van censor.